# أل مران
أل مران هي قرية في مقاطعة سردشت، إيران. يقدر عدد سكانها بـ 76 نسمة بحسب إحصاء 2016.